# Cornubrotica
Cornubrotica là một chi bọ cánh cứng trong họ Chrysomelidae.
Chi này được Bechyne & Bechyne miêu tả khoa học năm 1969.

## Các loài
Các loài trong chi này gồm:
- Cornubrotica dilaticornis (Baly, 1879)
- Cornubrotica iuba Moura, 2005